# Séraia
El Séraia - Серая (rus) - és un riu de Rússia, afluent del Xernà, a la conca hidrogràfica del Volga.
Neix prop de la ciutat de Kopilikha, i recorre ciutats com Aleksàndrov, Karabànovo o Balàkirevo. S'ajunta amb el Móloktxa a l'alçada de Belkovo i formen el Xernà. El seu principal afluent és el Niungu, que desemboca al Séraia uns kilòmetres per sota de Stàraia Slobodà.